# لانتونی، ان
لانتونی، ان (به فرانسوی: Lantenay) یک کمون در فرانسه است که در Canton of Brénod واقع شده‌است.

## خصوصیات
لانتونی ۶٫۵۹ کیلومترمربع مساحت و ۲۵۴ نفر جمعیت دارد و ۷۳۰ متر بالاتر از سطح دریا واقع شده‌است.